# Lonchodes obstrictus
Lonchodes obstrictus är en insektsart som beskrevs av Brunner von Wattenwyl 1907. Lonchodes obstrictus ingår i släktet Lonchodes och familjen Phasmatidae. Inga underarter finns listade i Catalogue of Life.